# Баранець довгодзьобий
Баранець довгодзьобий (Gallinago nobilis) — вид сивкоподібних птахів родини баранцевих (Scolopacidae).

## Поширення
Поширений в північних Андах від північно-західної частини Венесуели через центральну Колумбію до Еквадору. Населяє гірські трав'янисті болота, вологу савану, пасовища та очеретяні болота, що прилягають до евтрофних озер на висоті 2500-3900 м над рівнем моря.